# 第5軍団 (アルメニア軍)
第5軍団（だい5ぐんだん、アルメニア語: 5-րդ բանակային կորպուս、英語: 5th Army Corps）は、アルメニア陸軍の軍団の一つ。アルメニアの首都エレバンのヌバラシェン地区に所在する。

## 概要
第5軍団は1998年に創設され、アルメニア・トルコ国境に配備されている。2000年にロベルト・コチャリャン大統領とロシアのウラジーミル・プーチン大統領の合意により、ロシア陸軍第102軍事基地とともに連合軍集団を構成することとなった。

## 編成
第5軍団は2個要塞地区および第4独立自動車化狙撃兵連隊、第545独立狙撃兵連隊で構成されている。

## 歴代軍団長
| 代 | 氏名                   | 階級 | 在任期間                       |
| -- | ---------------------- | ---- | ------------------------------ |
| 01 | セイラン・オハニャン   | 少将 | 1998年 - 1999年                |
|    | カレン・アブラハミアン | 少将 | 2015年11月13日 - 2017年9月28日 |
|    | アルタク・ダフチャン   | 少将 | 2017年9月28日 - 2018年5月24日  |
|    | アンドラニク・ピロヤン | 少将 | 2018年6月18日 - 2020年11月20日 |